# 帯盛迪彦
帯盛 迪彦（おびもり みちひこ、1932年5月3日 - 2013年1月18日）は日本の映画監督、演出家。帶盛 迪彦、帯盛迪彦という表記も見られる。

## 人物
1956年に慶應義塾大学文学部を卒業。
民芸映画社を経て、1957年に大映東京撮影所（現・角川大映撮影所）に入社。衣笠貞之助監督などに師事し、1968年に監督昇進。
1971年の大映倒産後は、（当初は大映テレビの作品を中心として）テレビドラマの演出で活躍した。2013年に敗血症で死去。親交があった大島渚が1月15日に死去してから体調を崩し、僅か3日後の急死であった。

## 映画
- 女の勲章 (1961) ※セカンド助監督
- ある女子高校医の記録 初体験 (1968)
- ヤングパワー・シリーズ 大学番外地 (1969)
- ヤングパワー・シリーズ 新宿番外地 (1969)
- 性犯罪法入門 (1969)
- ダンプ・ヒップ・バンプ くたばれ野郎ども (1969)
- ある女子高校医の記録 続・妊娠 (1969)
- 高校生番長 (1970)
- 高校生番長 深夜放送 (1970)
- 十代の妊娠 (1970)
- 高校生ブルース (1970)
- 新・高校生ブルース (1970)
- 高校生心中 純愛 (1971)
- 夜の診察室 (1971)

## テレビドラマ（連続）
- 岡崎友紀主演のライトコメディシリーズ
  - おくさまは18歳 (1970-1971)
  - なんたって18歳! (1971-1972)
  - ママはライバル (1972-1973)
  - ラブラブ・ライバル (1973-1974)
  - ニセモノご両親 (1974)
- 美人はいかが? (1971-1972)
- アイちゃんが行く! (1972-1973)
- まごころ (1973)
- 白い牙 (1974)
- 赤い迷路 (1974-1975)
- 幸福ゆき (1975)
- 愛のサスペンス劇場「嫉妬」 (1975)
- 怪人二十面相 (1977)
- ザ・ハングマン シリーズ
  - ザ・ハングマン (1980-1981)
  - ザ・ハングマンII (1982)
  - 新ハングマン (1983-1984)
  - ザ・ハングマン4 (1984-1985)
  - ザ・ハングマンV (1986)
  - ザ・ハングマン6 (1987)
    - ザ・ハングマン6スペシャル「激突!! ハングマンVSテレビゲーム」 (1987/04/10)
- 右門捕物帖 (1982-1983)
- 新・女捜査官 (1983)
- 刑事物語'85 (1985)
- セーラー服反逆同盟 (1986-1987)
- 太陽の犬 (1988)
- 女ねずみ小僧 (1989)
- 女無宿人 半身のお紺 (1991)
- 海風をつかまえて (1991)

## テレビドラマ（単発）
- 西村京太郎トラベルミステリー「北帰行殺人事件」 (1982/04/17)
- 火曜サスペンス劇場
  - 密室航路 (1983/09/27)
  - 盲点 (1984/03/13)
  - 最後の微笑 (1985/07/16)
  - 女検事霞夕子(2) 白い影 (1986/04/29)
- 金曜女のドラマスペシャル
  - 妻に何が起こったか (1985/06/28)
  - 喪失 阿蘇天草殺人事件 (1986/06/13)
- 森村誠一サスペンス「課長夫人売春事件」 (1987/03/09)
- 東京女タクシードライバー(1) (1988/03/12)
- 火曜スーパーワイド「24歳おんなだけの露天風呂」 (1990/03/06)
- 水曜グランドロマン「だ・ま・し」 (1991/09/04)
- 土曜ワイド劇場「黒い聖母連続殺人 呪われた名門女子高!」 (1992/08/15)
- 月曜・女のサスペンス「女子大生が消えた」 (1993/02/01)